# Thomas Pidcock
Thomas Pidcock   (Leeds, 30 de juliol de 1999) és un ciclista britànic, professional des del 2018 que, actualment, corre per a l'equip Q36.5 Pro Cycling Team en ruta. Competeix en les modalitats en ruta, ciclocròs i de muntanya.
El 2021 es va proclamar campió de la prova de bicicleta de muntanya dels Jocs Olímpics de Tòquio. L'any següent, en el seu debut al Tour de França, va imposar-se en l'etapa que acabava a l'Alpe d'Huez. El 2023 guanyà la Strade Bianche després d'un atac en solitari a manca de 50 quilòmetres per l'arribada.
Als Jocs Olímpics de París 2024, va revalidar l'or en cross-country. També va participar en la prova de ciclisme en carretera, que va finalitzar en 13a posició.

## Palmarès

### Ruta
- 2017
  - 1r al Gran Premi Rüebliland
  - 1r a la París-Roubaix juniors
  -  Contrarellotge masculina júnior
- 2019
  - 1r a la París-Roubaix sub-23
  - 1r al Tour de Alsàcia i vencedor d'una etapa
  - Vencedor d'una etapa del Triptyque des Monts et Châteaux
- 2020
  - 1r al Giro Ciclistico d'Itàlia i vencedor de 3 etapes
- 2021
  - 1r a la Fletxa Brabançona
- 2022
  - Vencedor d'una etapa al Tour de França
- 2023
  - 1r a la Strade Bianche
  - Vencedor d'una etapa a la Volta a l'Algarve
- 2024
  - 1r a l'Amstel Gold Race
- 2025
  - 1r a l'AlUla Tour i vencedor de dues etapes
  - Vencedor d'una etapa a la Volta a Andalusia
  - Vencedor d'una etapa a l'Arctic Race of Norway

#### Resultats a la Volta a Espanya
- 2021. 67è de la classificació general

#### Resultats al Tour de França
- 2022. 17è de la classificació general. Vencedor d'una etapa
- 2023. 13è de la classificació general
- 2024. no surt a l'etapa 14

#### Resultats al Giro d'Itàlia
- 2025. 16è de la classificació general

### Ciclocròs
- 2016-2017
  -  1r al Campionat del món de ciclocròs junior
  -  1r al Campionat del europeu de ciclocròs junior
- 2018-2019
  -  1r al Campionat del món de ciclocròs sub-23
  -  1r al Campionat del europeu de ciclocròs sub-23
  -  1r al Campionat del Regne Unit de Ciclocròs
- 2019-2020
  -  1r al Campionat del Regne Unit de Ciclocròs
- 2021-2022
  -  1r al Campionat del món de ciclocròs

### Bicicleta de muntanya
- 2020
  -  Campió del món sub-23
  -  Campió del món amb bici elèctrica
- 2021
  -  1r als Jocs Olímpics - Bicicleta de muntanya
- 2023
  -  Campió del món
- 2024
  -  1r als Jocs Olímpics - Bicicleta de muntanya